# Bubú de Turati
El bubú de Turati (Laniarius turatii) és un ocell de la família dels malaconòtids (Malaconotidae).

## Hàbitat i distribució
Habita els boscos de Guinea Bissau, Guinea Conakry i oest i centre de Sierra Leone.